# Patxi López Álvarez
Francisco Javier López Álvarez, Patxi López (Portugalete, 4 d'octubre de 1959), polític basc, va ser lehendakari del Govern basc, entre 2009 i 2012, i president del Congrés dels Diputats d'Espanya, l'any 2016. Actualment és membre del Congrés dels Diputats. Entre el 2002 i el 2014 va ocupar el càrrec de secretari general del Partit Socialista d'Euskadi-Euskadiko Ezkerra (PSE-EE).

## Biografia
Va néixer en el si d'una família obrera, des de nen va alletar les idees socialistes: el seu pare era l'històric dirigent del socialisme basc Eduardo López Albizu "Lalo". Va ingressar a les Joventuts Socialistes d'Euskadi el 1975, sent triat Secretari General el 1985, càrrec que ocupa fins a 1988. Va ingressar en el Partit Socialista d'Euskadi el 1977, entrant a formar part de la seva Comissió Executiva el 1988.
Fou escollit Diputat per Biscaia a les eleccions generals espanyoles de 1986 sent un dels electes més joves d'Espanya fins a 1990. Assumí la Secretaria d'Organització del PSE el 1991, càrrec del qual dimiteix el 1995 per a assumir la Secretaria Institucional dels Socialistes Biscaïns fins a 1997. A l'octubre d'aquest mateix any és nomenat Secretari General del PSE-EE de Biscaia, reelegit al desembre de 2000. Nomenat Secretari General del Partit Socialista d'Euskadi-Euskadiko Ezkerra PSE-EE el 23 de març de 2002, després de la dimissió de Nicolás Redondo Terreros pels resultats a les eleccions al Parlament Basc de 2001 i les obertes discrepàncies amb la línia política del seu partit. Es membre del Comitè Federal del PSOE i diputat en el Parlament Basc des de 1991, on actualment és el President del Grup Parlamentari "Socialistes Bascos - Euskal Sozialistak".
A l'octubre de 2007, al costat del President del Govern Basc, Juan José Ibarretxe, i al dirigent socialista Rodolfo Ares, li va ser obert judici oral pel Tribunal Superior de Justícia del País Basc, en contra de l'opinió del Ministeri Fiscal, acusat d'un delicte de desobediència en virtut d'allò establert a l'article 556 del Codi Penal, a l'haver-se reunit el 6 de juliol de 2006, durant la treva d'ETA, amb l'organització il·legal Batasuna.

## Lehendakari
En les eleccions al Parlament Basc de 2009, l'esquerra abertzale, il·legalitzada, no va poder concórrer i va demanar el vot nul, i el Partit Nacionalista Basc resultà ser la força política més votada però sense la majoria absoluta (30 escons), el PSE-EE obtingué 25 escons, amb els quals López podria arribar a ser investit lehendakari amb els suports necessaris, especialment dels 13 diputats del Partit Popular del País Basc.
El 26 de març de 2009, finalment el PSE-EE arribà a un acord amb el Partit Popular, amb el qual aquests últims obtenen la presidència del Parlament Basc i, a canvi, van donar el suport a Patxi López durant la seva investidura com a Lehendakari. El 5 de maig de 2009 fou investit lehendakari i el 7 va prometre el seu càrrec sota l'arbre de Guernica amb una nova fórmula -pronunciada en castellà i basc- respecte a la que havien utilitzat els seus antecessors:
| « | De pie en tierra vasca, bajo el Árbol de Gernika, ante vosotros, representantes de la ciudadanía vasca, en recuerdo de los antepasados, prometo desde el respeto a la Ley desempeñar fielmente mi cargo de lehendakari. | » |

La seva lehendakaritza va coincidir amb una crisi econòmica aguda i amb l'anunci del cessament de la violència per part d'ETA en 2011. La legislatura va acabar precipitadament l'estiu de 2012 quan el Partit Popular havia recuperat la presidència del govern espanyol, ara en mans de Mariano Rajoy Brey, i va retirar-li el recolzament, convocant-se eleccions el 21 d'octubre.

## Després de la lehendakaritza

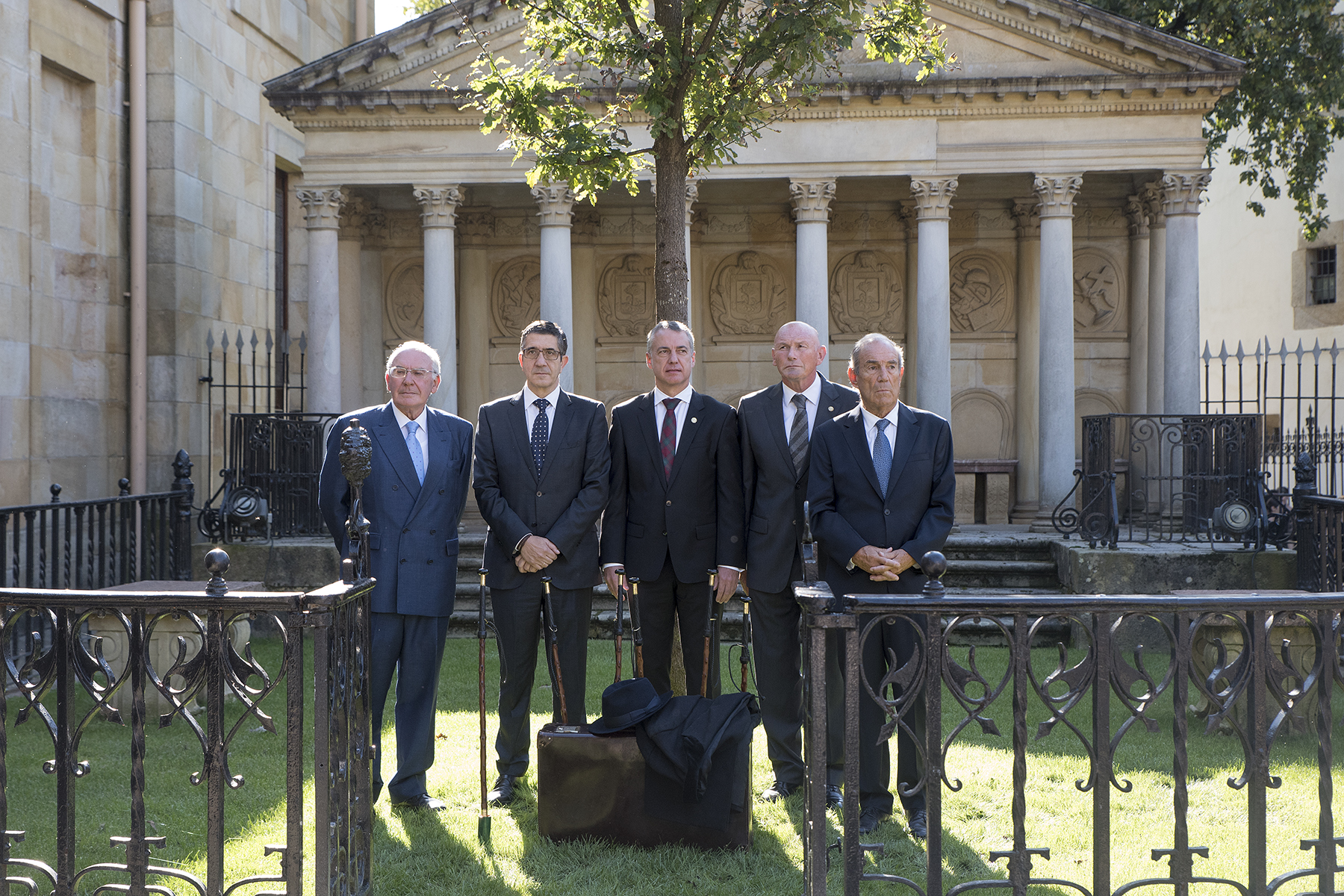
Els cinc lehendakaris vius (Ardanza, López, Urkullu, Ibarretxe i Garaikoetxea) celebraven el 80è aniversari del primer govern basc de 1936

Després de perdre la lehendakaritza es va mantenir com a diputat al Parlament Basc, i el VII Congrés del partit el va reelegir Secretari general amb el 88% dels vots, però els mals resultats de les Eleccions al Parlament Europeu de 2014 van fer que abandonés la secretaria general i l'acta de diputat, celebrant un congrés extraordinari en què el rellevà per Idoia Mendia Cova.
El 13 de gener de 2016, durant la sessió constitutiva en l'XI legislatura, va ser escollit president del Congrés dels Diputats amb l'acord entre el PSOE i Ciutadans, càrrec que únicament va exercir durant els sis mesos que va durar la legislatura, doncs cap candidat va aconseguir suport per ser escollit president i es van haver de celebrar noves eleccions el juny de 2016.
En 2017 es va presentar a les eleccions primàries convocades per ser secretari general del PSOE després de la dimissió de Pedro Sánchez per discrepàncies amb el Comitè Federal del partit, perdent enfront Pedro Sánchez, que es va tornar a presentar i va guanyar per majoria absoluta, i Susana Díaz Pacheco.
El 12 de setembre de 2022 va ser escollit portaveu del grup socialista al Congrés dels Diputats.